# Zámek v Kostelci nad Orlicí
Zámek v Kostelci nad Orlicí este o arie protejată (arie specială de conservare — SAC, sit de importanță comunitară — SCI) din Republica Cehă întinsă pe o suprafață de 0,02 ha, integral pe uscat.

## Localizare
Centrul sitului Zámek v Kostelci nad Orlicí este situat la coordonatele 50°07′25″N 16°11′56″E / 50.123611°N 16.198889°E.

## Înființare
Situl Zámek v Kostelci nad Orlicí a fost declarat sit de importanță comunitară în noiembrie 2009 pentru a proteja 1 specie de animale. Situl a fost protejat și ca arie specială de conservare în iulie 2012.

## Biodiversitate
Situată în ecoregiunea continentală, aria protejată nu include niciun habitat protejat.
La baza desemnării sitului se află o specie protejată de  mamifere: liliacul mic cu potcoavă (Rhinolophus hipposideros).